# Olethreutes fasciatana
Espèce
Olethreutes fasciatana est une espèce nord-américaine de lépidoptères (papillons) de la famille des Tortricidae.

## Description
L'imago a une envergure de 15 mm. Il vole au mois de juin.

## Répartition
On recense Olethreutes fasciatana aux États-Unis : Alabama, Illinois, Maryland, Massachusetts, New Jersey, New York, Caroline du Nord, Ohio, Oklahoma, Pennsylvanie et Wisconsin.

## Écologie
La chenille se nourrit des feuilles de saules et de peupliers.